# Janko Bratina
Janko Bratina, slovenski pripovednik, bibliotekar in literarni zgodovinar, * 25. avgust 1882, Otlica, † 5. januar 1920, Ljubljana.

## Življenje in delo
Bratina je ljudsko šolo obiskoval v rojstnem karju, nemško gimnazijo pa v Gorici. Slavistiko je študiral na univerzi v Gradcu, kjer je 1908 tudi doktoriral iz slavistike in filologije. Leta 1909 se je kot bibliotekarski praktikant zaposlil v goriški licejski knjižnici ter istočasno poučeval slovenščino na goriški gimnaziji in na moškem učiteljišču. 16. novembra 1916 je bil imenovan za vojnega bibliotekarja v 11. avstro-ogrski armadi, kjer je bil do 3. aprila 1918. Po vojni se je zaposlil v ljubljanski licejski knjižnici.
Bratinova dejavnost je šla v dve smeri: sprva je pisal prozo, kasneje pa prešel na literarno zgodovino. S prozo se je poskušal že kot dijak in kasneje na vseučilišču. Pisal je kratke črtice, zgodbe in novele, ki so zajemale snov iz domačega okolja in študentskega življenja, ter jih objavljal v raznih listih. Edino daljše literarno delo je povest V znamenju miru (Gorica, 1905); pripoved je zgodba vaškega kolektiva, ki se upre tlaki in krivičnim davščinam v Vipavski dolini okoli leta 1750. Povest pa literarno ni posebno pomembna. Veliko je objavljal kritike, recenzije, furlanske narodne pesmi in drugo narodno blago ter študije o naših starejših bogoslovnih pisateljih. Predvsem pa sta pomembna njegov biografski prispevek Goriško slovensko časopisje (Čas, 1915) in razprava Janez Svetokriški in jezuit Segneri (Čas, 1915).